# Song Hai-rim
Song Hai-rim (12 de janeiro de 1985) é uma handebolista sul-coreana. medalhista olímpica.
Song Hai-rim fez parte da geração medalha de bronze em Pequim 2008. 